# Bushi (rappeur)
Pour les articles homonymes, voir Bushi (homonymie).
Bushi (stylisé Bu$hi ou BU$HI), de son vrai nom Killian Zorobabel né le 4 février 2000 à Lyon ayant grandi à l’île de la Réunion, est un rappeur français. Il fait partie du groupe Saturn Citizen.
Membre important de la scène rap lyonnaise, il a sorti 5 mixtapes (Bushi Tape Vol. 1, Vol. 1.5, Vol. 2 , Interlude et la Bushi Tape 3). Bushi a aussi collaboré avec de nombreux artistes important de la scène rap francophone et américaines comme Quavo, Tiakola, Koba LaD, La Fève, Norsacce Berlusconi et le 667 ou encore JMK$.

## Biographie

### Jeunesse
Né à Lyon et ayant grandi à La Réunion. Au collège, il rencontre Mussy, avec qui il forme le groupe Saturn Citizen. En revenant en métropole, où il fera la fin de sa scolarité, il est introduit au groupe Lyonzon par le biais de Jorrdee qui lui fera rencontrer Gouap, le fondateur du groupe.

### Carrière
Bushi a fait partie de Lyonzon jusqu'en novembre 2023, où il annonce son départ du collectif pour se concentrer pleinement sur sa carrière personnelle.
Le 21 juin 2023, alors que Bushi se produit pour la fête de la musique à Paris lors d'un événement Boiler Room, Quavo membre du groupe Migos le rejoint sur scène pour performer ensemble. En aout 2023, il est le premier rappeur français à participer à un freestyle On The Radar où sont notamment passé Drake, Central Cee ou Ice Spice.
Il se produit à La Cigale le 3 novembre 2023.
Le 22 février 2024 sort What We Doing !? / Qu’est-ce qu’on fait !? en collaboration avec Quavo. Le morceau, annoncé comme première extrait de la Bushi Tape Vol. 3 est accompagné d'un clip tourné à Levallois-Perret,. La Bushi Tape Vol. 3 est officiellement sortie le 29 mars 2024, accompagnée de plusieurs featurings, notamment, 
Quavo, Dinos, Redda et SDM.

## Discographie

### Mixtapes
- 2020 : Bushi
- 2020 : Bushi 1.5
- 2021 : Bushi 2.0
- 2022 : Bushi Tape 2
- 2022 : Interlude
- 2024 : Bushi Tape 3
- 2025 : Épilogue

### Avec Saturn Citizen
- 2019 : Saturn Tape, Vol. 1

### Singles
- 2018: Smash
- 2019 : BlueSky
- 2020 : Obito
- 2020 : Mistral
- 2021 : Mistral
- 2021 : Qatari
- 2022 : Link Up
- 2022 : 6 O'Clock
- 2022 : Parachute
- 2022 : JTM (feat. FREAKEY!)
- 2023 : X
- 2023 : Majeur
- 2023 : Booska Mysterio
- 2023 : Pocket
- 2024 : What We Doing !? / Qu’est-ce qu’on fait !? (feat. Quavo)
- 2024 : Pipe Down ! (feat. Midwxst)
- 2025 : 4AM Freestyle

### Apparitions
- 2022 : Rarri de JMK$ feat. Bushi & Afro S
- 2022 : BB de 99Ginger feat. Bushi
- 2022 : Audemars de Freakey! feat. Bushi
- 2022 : Basic de Afro S feat. Bushi
- 2023 : Destiny de Le Réglement feat. Bushi
- 2023 : Lever tôt de 8ruki feat. Bushi
- 2023 : Prie & Brille de HIM$ feat. Bushi
- 2023 : Sierra Leone de Slkrack feat. Bushi
- 2024 : Deadline de Idepds feat. Bushi et Mussy
- 2024 : Le taf de Selug & Senar feat. Bushi
- 2024 : Export 1 de 34 murphy, Bushi, Mussy, Broky Dollaz, Skefre, M'Way, Key Guapo & I300
- 2024 : Dans mon assiette de I300 feat. Bushi
- 2024 : Vendredi à Londres de NeS feat. Bushi
- 2024 : Freestyle CDC de La Fouine feat. Bushi
- 2025 : Samedi soir à Paris de NeS feat. Bushi
- 2025 : Eyo de Mussy feat. Bushi